# Мийо
Мийо̀ (на френски: Millau) е град в южна Франция с население 21 626 души (2011), разположен в региона Юг-Пиренеи, департамент Аверон. Известен е със своя виадукт.

## Събития
Градът става известен с проведената акция срещу ресторант на Макдоналдс на 12 август 1999 г. На тази дата, група антиглобалисти, начело с лидера на Селската конфедерация на фермерите - Жозе Бове, разглобяват на части току-що построен ресторант „Макдоналдс“ и пренасят останките в двора на местната префектура. По този начин те протестират срещу вноса на третирано с хормони американско говеждо месо и против наложените от САЩ мита за френските сирена.